# Sus barbatus
Il cinghiale barbato (Sus barbatus Müller, 1838) è una specie di suide originaria del Sud-est asiatico.

## Descrizione

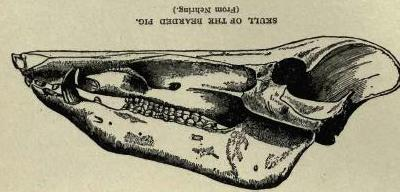
Il cranio.

### Dimensioni
Misura 122–152 cm di lunghezza testa-corpo per un peso di 57–83 kg. La coda misura 20–30 cm.

### Aspetto
Il cinghiale barbato deve il suo nome alla caratteristica «barba» di setole bianco-giallastre presenti sul muso, stretto e allungato. Il corpo, di costituzione snella, è di colore grigio o marrone ed è ricoperto da una scarsa peluria. La coda termina con due ciuffi di peli e le zampe sono lunghe e sottili. I maschi sono leggermente più grandi delle femmine e presentano due paia di piccole verruche facciali.
Attualmente vengono riconosciute due sottospecie: S. b. barbatus e S. b. oi. Molto simili tra loro, si distinguono per l'aspetto delle loro barbe: S. b. oi ha una barba ispida intorno al grugno, mentre S. b. barbatus ha lunghe setole che crescono lungo l'intera superficie delle guance. Fino a poco tempo fa, anche Sus ahoenobarbus (il cinghiale barbato di Palawan) era considerato una sottospecie di cinghiale barbato, ma oggi viene considerato come specie a sé.
Quando è nervoso, il cinghiale barbato può emettere un rumoroso latrato.

## Biologia

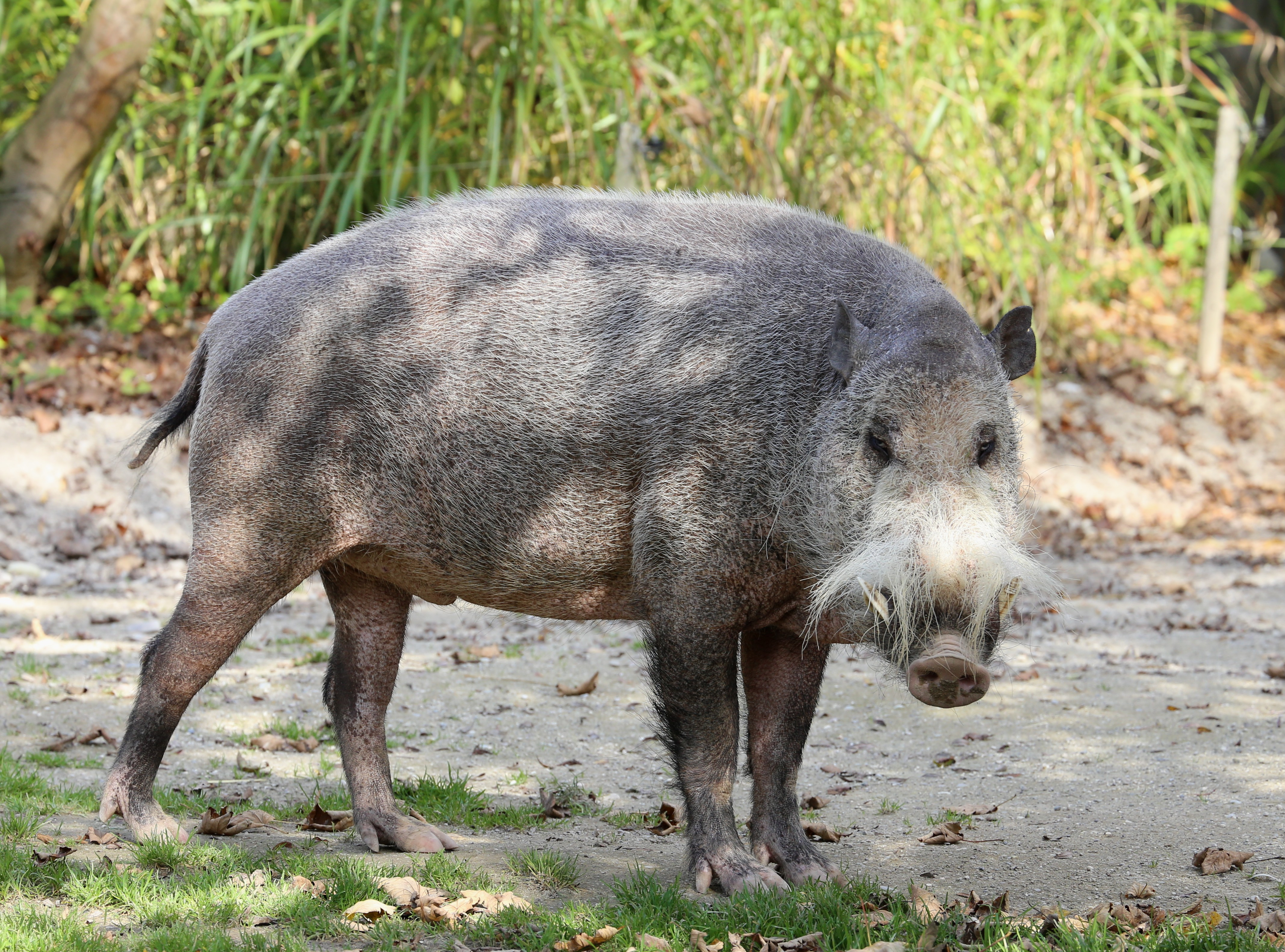
Esemplare allo zoo di Monaco (Germania).

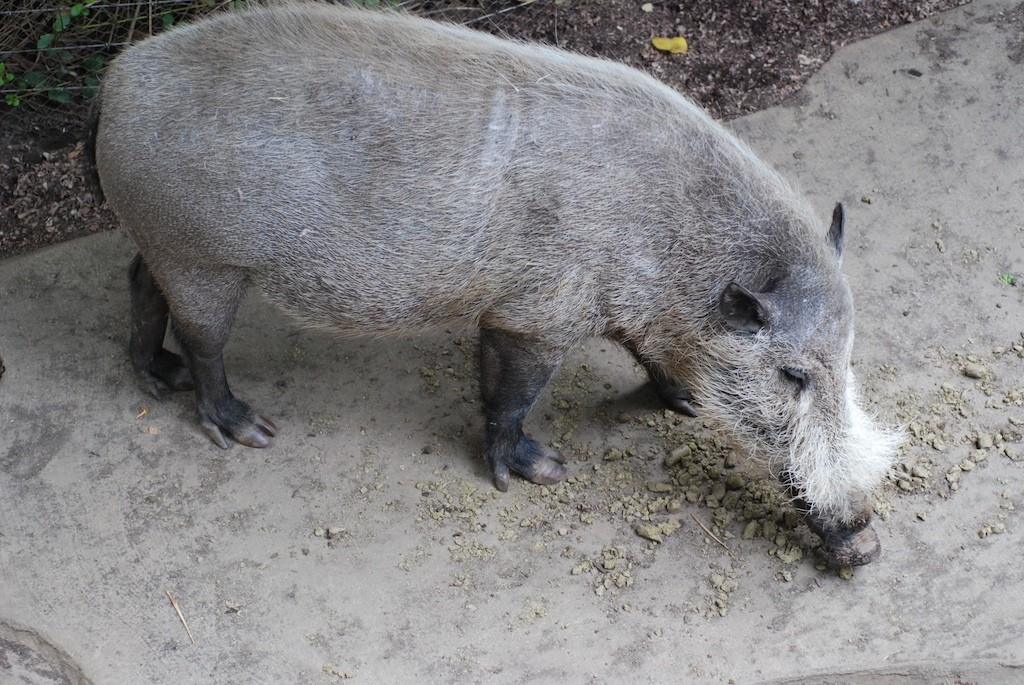
Esemplare allo zoo di San Diego (Stati Uniti).

Il cinghiale barbato si nutre di un'ampia gamma di sostanze, tra cui frutta, semi e radici di querce, castagne e dipterocarpi, lombrichi, piccoli vertebrati, uova di tartaruga e carogne. In un caso documentato, un esemplare è stato visto divorare un pitone malese (Python curtus) ucciso da poco. Il cinghiale barbato segue spesso i branchi di scimmie, cibandosi dei frutti scartati che esse lasciano cadere sul terreno, e a sua volta viene seguito dai fagiani, che si alimentano sul terreno rivoltato dai cinghiali.
Il cinghiale barbato è l'unico suide che intraprende una migrazione annuale. Il motivo di tali spostamenti non è stato ancora pienamente compreso, ma si ritiene che sia associato alla ricerca del cibo, come i frutti dell'albero della canfora (Dryobalanops aromatica).
Il cinghiale barbato vive in grandi gruppi matriarcali che possono comprendere fino a 200 individui. I maschi adulti si aggregano a questi gruppi solamente per accoppiarsi. L'accoppiamento coincide con i periodi di fioritura e fruttificazione degli alberi della foresta. I petali che cadono possono fungere da stimolo visivo all'accoppiamento, segnalando la disponibilità di nutrimento essenziale da cui ricavare energie necessarie per la gravidanza e l'allattamento.
Dopo un periodo di gestazione da 90 a 120 giorni, le femmine lasciano il gruppo per andare a partorire in grandi nidi costruiti con ramoscelli e vegetazione. Ogni cucciolata è costituita in media da 7 od 8 piccoli, ma il loro numero può variare tra 4 e 11. Alla nascita i piccoli sono ricoperti da un manto striato che serve come mimetizzazione dai predatori, come i coccodrilli marini e i leopardi nebulosi. I piccoli rimangono con la madre fino ad un anno di età e raggiungono la maturità sessuale tra i 10 e i 20 mesi.

## Distribuzione e habitat
Il cinghiale barbato è originario del Sud-est asiatico e ciascuna sottospecie occupa un areale distinto. S. b. barbatus è presente prevalentemente nel Borneo, dove costituisce l'unica specie di suide indigena, ma popolazioni più piccole si incontrano anche sulle isole limitrofe appartenenti all'arcipelago delle Sulu (Filippine). S. b. oi è diffuso nella Malesia peninsulare, a Sumatra, Bangka e nelle isole Riau. La specie abita principalmente nelle foreste pluviali sempreverdi tropicali, ma si può trovare anche sulle spiagge, nelle regioni montuose e tra le mangrovie.

## Tassonomia
Come già detto, ne vengono riconosciute due sottospecie:
- S. b. barbatus Müller, 1838;
- S. b. oi Miller, 1902.

## Conservazione
Le principali minacce per la sopravvivenza del cinghiale barbato sono la distruzione e il degrado dell'habitat causati dalla deforestazione e dall'industria del legname. Il cinghiale barbato costituisce una fonte primaria di proteine per le comunità locali ed è stato cacciato in modo sostenibile per migliaia di anni. Tuttavia, la perdita di habitat e la conseguente riduzione della disponibilità di cibo hanno ridotto le popolazioni di cinghiale barbato al punto tale da non consentire più la caccia tradizionale.
Il cinghiale comune (Sus scrofa), che abita le stesse zone del cinghiale barbato, si adatta meglio agli ambienti modificati dall'uomo e si teme che possa soppiantare del tutto il cinghiale barbato se il disboscamento e la deforestazione si intensficheranno.
Di fronte alla distruzione e al degrado degli habitat, le riserve rimangono un importante rifugio per il cinghiale barbato. In Malesia, il parco nazionale di Taman Negara potrebbe sostenere una popolazione numerosa, ma non è chiaro se la specie vi sia ancora presente. Essa vive comunque nel parco nazionale di Endau-Rompin nella parte meridionale della Malesia peninsulare e nel parco nazionale di Kerinci Seblat a Sumatra, ed è probabile che sia presente anche in altre aree protette.
La legge sulla protezione della fauna selvatica del 1972 proibisce la caccia al cinghiale barbato senza licenza nella Malesia peninsulare e la Sezione 33 della Sarawak Wildlife Protection Ordinance del 1998 ne vieta la vendita della carne. Tuttavia, con la rapida diminuzione del numero di esemplari, i conservazionisti hanno raccomandato che la caccia venga regolamentata e le foreste gestite in maniera tale da prevenire ulteriori perdite di habitat.